# لجنة وطنية للتميز في التعليم
أصدرت اللجنة الوطنية للتميز في التعليم تقريرًا عام 1983 بعنوان أمة في خطر. وكان ديفيد بي. جاردنر يرأسها وضمت اللجنة الوطنية للتميز في التعليم أعضاءً بارزين مثل الكيميائي الحائز على جائزة نوبل غلين تي. سيبورغ.